# Cichy Potok (dopływ Kamiennej)
Cichy Potok (niem. Quirl-Bach) – strumień w Sudetach Zachodnich w północno-zachodniej części Karkonoszy, w północno-zachodniej części Pogórza Karkonoskiego. Prawy dopływ Kamiennej.
Źródła strumienia leżą na zachód od szczytu Trzmielaka. Płynie na północ, wcinając się głęboką doliną pomiędzy Młynikiem na zachodzie a Sobieszem na wschodzie. Uchodzi do Kamiennej w dolnej części Piechowic.
Płynie po granicie i jego zwietrzelinie. Zlewnia Piekielnika porośnięta jest lasami.
Dnem doliny Cichego Potoku (Cichą Doliną) biegnie  żółty szlak turystyczny z Piechowic na Grzybowiec.